# Rządowe Centrum Studiów Strategicznych
Rządowe Centrum Studiów Strategicznych (RCSS) – państwowa jednostka organizacyjna funkcjonująca w Polsce w latach 1997–2006, zapewniająca obsługę Prezesa Rady Ministrów i Rady Ministrów w sprawach programowania strategicznego, prognozowania rozwoju gospodarczego i społecznego oraz zagospodarowania przestrzennego kraju.

## Historia RCSS
Rządowe Centrum Studiów Strategicznych zostało utworzone 1 stycznia 1997 i było jednym z urzędów organizowanych w ramach reformy centrum administracyjno-gospodarczego rządu. RCSS przejęło część uprawnień zniesionego Centralnego Urzędu Planowania. Zakres jego obowiązków określała ustawa z 8 sierpnia 1996. Zgodnie z jej przepisami Centrum (we współpracy z instytucjami naukowymi) przygotowywało i przedstawiało Radzie Ministrów następujące projekty:
- prognozy i długookresowe, strategiczne programy rozwoju gospodarczego i społecznego,
- koncepcje i programy polityki zagospodarowania przestrzennego kraju oraz programy polityki regionalnej,
- oceny międzynarodowych uwarunkowań sytuacji kraju oraz długofalowe koncepcje polityki zagranicznej,
- oceny funkcjonalności struktur państwa oraz propozycje ich przekształceń,
- analizy zgodności treści i przebiegu realizacji programów krótkookresowych i średniookresowych z programami długookresowymi,
- analizy stanu gospodarki z punktu widzenia realizacji programów strategicznych i regionalnych,
- inne zlecone analizy, prognozy i programy.

Centrum kierowane było przez Prezesa, powoływanego przez Prezydenta i wchodzącego w skład Rady Ministrów. W rządzie Włodzimierza Cimoszewicza funkcję tę pełnił Zbigniew Kuźmiuk, natomiast w rządzie Jerzego Buzka na czele RCSS stał Jerzy Kropiwnicki (początkowo jako Minister-członek Rady Ministrów, a następnie jako minister rozwoju regionalnego i Budownictwa).
Zmiana statusu Rządowego Centrum Studiów Strategicznych została dokonana z inicjatywy rządu Leszka Millera jako część działań zmierzających do zreformowania i usprawnienia administracji rządowej. 21 grudnia 2001 przyjęta została nowelizacja ustawy o Radzie Ministrów, która m.in. uchylała ustawę o RCSS. Według nowych przepisów Centrum traciło rangę ministerstwa, stając się z dniem 1 stycznia 2002 jednostką podległą Prezesowi Rady Ministrów. Zakres zadań urzędu (przeniesiony do ustawy o Radzie Ministrów) pozostawał bez zmian, nowym prezesem (powoływanym od tej pory przez premiera) został Mirosław Pietrewicz.
Kolejnym krokiem SLD miało być przekształcenie Centrum w niezależną, ekspercką instytucję planowania strategicznego. Po przejęciu kierownictwa RCSS zadanie to otrzymał w lipcu 2003 Minister-członek Rady Ministrów Lech Nikolski (w rządzie Marka Belki działał jako Pełnomocnik ds. Narodowego Planu Rozwoju). W 2004 opracowano projekt ustawy o Narodowym Centrum Studiów Strategicznych, w atmosferze walki przedwyborczej został on jednak w kwietniu 2005 odrzucony przez Sejm.
Pod koniec 2005 rząd Kazimierza Marcinkiewicza zapowiedział likwidację RCSS w związku z realizacją ogłoszonego przez PiS programu „Tanie Państwo”. Pełniącym obowiązki prezesa urzędu został wtedy Piotr Tutak (sekretarz stanu w Kancelarii Prezesa Rady Ministrów). Rządowe Centrum Studiów Strategicznych zakończyło swoją działalność 31 marca 2006 po wejściu w życie ustawy z 17 lutego 2006, jego zadania i kompetencje przekazane zostały do zakresu działania KPRM.

## Utworzenie CAS
25 kwietnia 2018 premier Mateusz Morawiecki podpisał zarządzenie w sprawie powołania pełnomocnika ds. utworzenia i kierowania Centrum Analiz Strategicznych. Według planów rządu CAS ma być jednostką wchodzącą w skład KPRM. 31 grudnia 2018 zarządzenie to zostało zmienione i prof dr hab. Waldemar Paruch został oficjalnie szefem Centrum Analiz Strategicznych.